# Swe-Danes
Swe-Danes var navnet på en meget populær og international entertainer-trio, der eksisterede fra 1959-1961 og bestod af danskerne Svend Asmussen (violin) og Ulrik Neumann (guitar) samt den svenske sangerinde Alice Babs.
Denne skandinaviske gruppe udgav i 1960 på Warner Bros deres første amerikanske LP med titlen Scandinavian Shuffle. Dette album blev indspillet mens de samtidig optrådte i Hollywood, på den verdensberømte Cocoanut Grove på Hotel Ambassador. Swe-Danes vendte ved flere lejligheder tilbage til USA og optrådte udover TV shows også på prominente steder som Waldorf-Astoria på Manhattan, Chez Paree i Chicago og ikke mindst Cocoanut Grove i Hollywood. Swe-Danes optrådte sidste gang d. 1. november 1961 på Berns Saloner i Stockholm.

## Diskografi

### Singler[4]
- "Georgia Camp Meetin", 1960
- "At A Georgia Camp Meeting", 1960
- "Scandinavian Shuffle", 1960
- "When Your Time Comes To Go" / "Side By Side"

### LP'er
Scandinavian Shuffle (1960)
1. "Scandinavian Shuffle"
2. "Hot Toddy"
3. "You're Driving Me Crazy"
4. "Swe-Danes Symphony"
5. "After You've Gone"
6. "Georgia Camp Meeting"
7. "Swe-Danes Shuffle"
8. "The Wobbly Walk"
9. "No,Not Yet"
10. "Paul's Chicken"
11. "MuskratRamble"
12. "Goofus"